# Chitonawa
El Chitonawa és una llengua de la família lingüística Pano parlada a sud-amèrica. Alguns lingüistes consideren que és un dialecte del Yaminahua. Aquesta llengua la parlen 150 persones segons l'Ethnologuea l'est de Perú. És una llengua aglutinant d'ordre SOV.